# Pseudotabanus lunulatus
Pseudotabanus lunulatus är en tvåvingeart som först beskrevs av Jacques-Marie-Frangile Bigot 1892.  Pseudotabanus lunulatus ingår i släktet Pseudotabanus och familjen bromsar. Inga underarter finns listade i Catalogue of Life.